# Boogschieten op de Olympische Zomerspelen 2024
Boogschieten is een van de sporten die werden beoefend tijdens de Olympische Zomerspelen 2024 in Parijs. Het toernooi bestond uit vijf evenementen – alle met de recurveboog – en heeft een deelnemersveld van in totaal 128 atleten die gelijk verdeeld zijn over de geslachten. Net als in de voorgaande editie bestaat het programma voor zowel mannen als vrouwen uit een individuele wedstrijd, een teamwedstrijd en een gemengde teamwedstrijd. Alle onderdelen vonden plaats in de Esplanade des Invalides, een open ruimte voor het Hôtel des Invalides in het centrum van Parijs.

## Opzet
Voor mannen en vrouwen is er een individuele competitie en een driepersoons teamcompetitie. Daarnaast is er een tweepersoons gemengde teamcompetitie. Mannen en vrouwen schieten met een recurveboog over een afstand van zeventig meter op een doel met een diameter van 1,22 m. Het doel bestaat uit een bord met tien gekleurde concentrische ringen. De binnenste ring levert tien punten op en de buitenste een punt.
Het toernooi begint met een eerste ronde waarin de rangorde voor de wedstrijdloting wordt bepaald. In deze ronde wordt door elke boogschutter een reeks van 72 pijlen geschoten om de rangorde te bepalen, van 1 t/m 64 voor de individuele competitie, van 1 t/m 12 voor de mannen- en vrouwen-teamcompetitie en 1 t/m 16 voor de gemengde teamcompetitie. 
In de verschillende competities wordt gebruik gemaakt van een knock-outsysteem (de verliezer is uitgeschakeld, de winnaar gaat door). Alleen de verliezende halve finalisten zijn niet direct uitgeschakeld, maar spelen nog een wedstrijd om de bronzen medaille.       

## Kwalificatie
Om in aanmerking te komen voor plaatsing moet een boogschutter tussen 28 juli 2023 en 28 juni 2024 een 'Minimum Qualification Score' (MQS) (score van 72 pijlen afgeschoten over een afstand van zeventig meter) hebben behaald die voor mannen op 640 punten is gesteld en voor vrouwen op 610 punten. 
Voor zowel de mannen als de vrouwen zijn er 64 quotaplaatsen te verdienen. Elk Nationaal Olympisch Comité (NOC) mag maximaal drie atleten per geslacht afvaardigen, mits het land zich voor de teamwedstrijd gekwalificeerd heeft. Anders geldt er een maximum van één atleet per geslacht. Een quotaplaats wordt toegekend aan het NOC en niet aan de atleet. De kwalificatie voor mannen en vrouwen is gelijk. 
Gastland Frankrijk is verzekerd van drie plekken per geslacht. Daarnaast worden twee plaatsen per geslacht door de olympische tripartitecommissie toegewezen. De overige quotaplaatsen worden verdeeld tijdens de wereldkampioenschappen van 2023, vier continentale spelen in 2023, vijf continentale kwalificatietoernooien in 2023 en 2024 en een mondiaal kwalificatietoernooi in 2024.

## Competitieschema
Hieronder volgt het competitieschema van het boogschieten op de Olympische Zomerspelen 2024.
| Onderdeel ↓ / Datum → | Onderdeel ↓ / Datum → | juli        | juli        | juli        | juli        | juli        | juli        | juli        | juli        | juli        | juli        | juli        | juli        | juli        | juli        | augustus    | augustus    | augustus    | augustus    | augustus    | augustus    | augustus    | augustus    |
| Onderdeel ↓ / Datum → | Onderdeel ↓ / Datum → | 25          | 25          | 26          | 26          | 27          | 27          | 28          | 28          | 29          | 29          | 30          | 30          | 31          | 31          | 1           | 1           | 2           | 2           | 3           | 3           | 4           | 4           |
| Individueel           | Individueel           | Individueel | Individueel | Individueel | Individueel | Individueel | Individueel | Individueel | Individueel | Individueel | Individueel | Individueel | Individueel | Individueel | Individueel | Individueel | Individueel | Individueel | Individueel | Individueel | Individueel | Individueel | Individueel |
| --------------------- | --------------------- | ----------- | ----------- | ----------- | ----------- | ----------- | ----------- | ----------- | ----------- | ----------- | ----------- | ----------- | ----------- | ----------- | ----------- | ----------- | ----------- | ----------- | ----------- | ----------- | ----------- | ----------- | ----------- |
| Mannen                | Mannen                | P           | P           |             |             |             |             |             |             |             |             | 32e         | 16e         | 32e         | 16e         | 32e         | 16e         |             |             |             |             | 8e          | F           |
| Vrouwen               | Vrouwen               | P           | P           |             |             |             |             |             |             |             |             | 32e         | 16e         | 32e         | 16e         | 32e         | 16e         |             |             | 8e          | F           |             |             |
| Team                  |                       |             |             |             |             |             |             |             |             |             |             |             |             |             |             |             |             |             |             |             |             |             |             |
| Mannen team           | Mannen team           |             |             |             |             |             |             |             |             | 8e          | F           |             |             |             |             |             |             |             |             |             |             |             |             |
| Vrouwen team          | Vrouwen team          |             |             |             |             |             |             | 8e          | F           |             |             |             |             |             |             |             |             |             |             |             |             |             |             |
| Gemengd team          | Gemengd team          |             |             |             |             |             |             |             |             |             |             |             |             |             |             |             |             | 8e          | F           |             |             |             |             |

| P | Plaatsingsronde | 32e | 1/32 finale | 16e | 1/16 finale | 8e | 1/8 finale | F | finale fase (1/4 finales, 1/2 finales, finales) |

## Medailles

### Medaillewinnaars
| Onderdeel    | Goud | Goud                                     | Zilver | Zilver                                                | Brons | Brons                                            |
| ------------ | ---- | ---------------------------------------- | ------ | ----------------------------------------------------- | ----- | ------------------------------------------------ |
| Mannen       | KOR  | Kim Woo-jin                              | USA    | Brady Ellison                                         | KOR   | Lee Woo-seok                                     |
| Vrouwen      | KOR  | Lim Si-hyeon                             | KOR    | Nam Su-hyeon                                          | FRA   | Lisa Barbelin                                    |
| Mannen team  | KOR  | Kim Je-deok Kim Woo-jin Lee Woo-seok     | FRA    | Baptiste Addis Thomas Chirault Jean-Charles Valladont | TUR   | Mete Gazoz Ulaş Tümer Muhammed Yıldırmış         |
| Vrouwen team | KOR  | Jeon Hun-young Lim Si-hyeon Nam Su-hyeon | CHN    | An Qixuan Li Jiaman Yang Xiaolei                      | MEX   | Ángela Ruiz Alejandra Valencia Ana Paula Vázquez |
| Gemengd team | KOR  | Lim Si-hyeon Kim Woo-jin                 | GER    | Michelle Kroppen Florian Unruh                        | USA   | Casey Kaufhold Brady Ellison                     |

### Medaillespiegel
| Plaats | Land             | NOC    | Goud | Zilver | Brons | Totaal |
| ------ | ---------------- | ------ | ---- | ------ | ----- | ------ |
| 1      | Zuid-Korea       | KOR    | 5    | 1      | 1     | 7      |
| 2      | Frankrijk        | FRA    | 0    | 1      | 1     | 2      |
| 2      | Verenigde Staten | USA    | 0    | 1      | 1     | 1      |
| 4      | China            | CHN    | 0    | 1      | 0     | 1      |
| 4      | Duitsland        | GER    | 0    | 1      | 0     | 1      |
| 6      | Mexico           | MEX    | 0    | 0      | 1     | 1      |
| 6      | Turkije          | TUR    | 0    | 0      | 1     | 1      |
| Totaal | Totaal           | Totaal | 5    | 5      | 5     | 15     |

Atletiek · Badminton · Basketbal · Boksen · Boogschieten · Breaking · Gewichtheffen · Golf · Gymnastiek · Handbal · Hockey · Judo · Kanovaren · Klimsport · Moderne vijfkamp · Paardensport · Roeien · Rugby · Schermen · Schietsport · Schoonspringen · Skateboarden  · Surfen · Synchroonzwemmen · Taekwondo · Tafeltennis · Tennis · Triatlon · Voetbal · Volleybal · Waterpolo · Wielersport · Worstelen · Zeilen · Zwemmen
Parijs 1900 · 
St. Louis 1904 · 
Londen 1908 · 
Antwerpen 1920 · 
München 1972 · 
Montréal 1976 · 
Moskou 1980 · 
Los Angeles 1984 · 
Seoel 1988 · 
Barcelona 1992 · 
Atlanta 1996 · 
Sydney 2000 · 
Athene 2004 · 
Peking 2008 · 
Londen 2012 · 
Rio de Janeiro 2016 · 
Tokio 2020 · 
Parijs 2024 · 
Los Angeles 2028
Medaillewinnaars 